# Ada Biagini
Ada Biagini (Livorno, 8 giugno 1900 – Genova, 14 dicembre 1944) è stata una schermitrice italiana, specializzata nel fioretto. Ha vinto una medaglia di bronzo ai Campionati internazionali di scherma.
Crebbe con la famiglia a Genova, nella zona di piazza Alimonda
Nel 1937 recitò nel film Il corsaro nero di Amleto Palermi
Scomparsa ancora giovane, le venne intitolato un torneo di scherma.

## Palmarès
In carriera ha ottenuto i seguenti risultati:

### Mondiali
Individuale
A squadre
- Bronzo nel fioretto a Varsavia 1934

### Campionati italiani
Individuale
- Oro nel fioretto nel 1935
- Oro nel fioretto nel 1936
- Oro nel fioretto nel 1937
- Oro nel fioretto nel 1938

A squadre